# Dzięgielewo
Dzięgielewo (prononciation : [d͡ʑɛnɡʲɛˈlɛvɔ]) est un village polonais de la gmina de Gozdowo dans le powiat de Sierpc de la voïvodie de Mazovie dans le centre-est de la Pologne.
Il se situe à environ 6 kilomètres au sud-ouest de Gozdowo (siège de la gmina), 23 kilomètres au sud-est de Sierpc (siège de le powiat) et à 106 kilomètres au nord-ouest de Varsovie (capitale de la Pologne).

## Histoire
De 1975 à 1998, le village appartenait administrativement à la voïvodie de Płock.

Depuis 1999, il appartient administrativement à la voïvodie de Mazovie